# Telia Lietuva
Telia Lietuva, AB – litewski dostawca usług telekomunikacyjnych z siedzibą w Wilnie. Stanowi część Telia Company.
Jego portfolio obejmuje usługi telefonii stacjonarnej i komórkowej oraz usługi dostępu do internetu i telewizji.
Przedsiębiorstwo w obecnej postaci powstało w 2017 roku, w wyniku fuzji Teo LT z Baltic Data Center i operatorem Omnitel. 